# Verlagsauslieferung
Verlagsauslieferungen sind Dienstleistungsunternehmen, die für Verlage die Lagerung, Bestellannahme, den Versand und das Factoring übernehmen. Sie tragen im Gegensatz zum Barsortiment in der Regel kein eigenes Verkaufsrisiko und haben das komplette Programm der Verlage am Lager, mit denen sie ihre Dienstleistungsverträge geschlossen haben.
Für ihre Dienstleistung erhalten sie Vergütungen und Gebühren von den Verlagen, die sich nach Rechnungsdurchschnittswerten, Prozentwerten oder Pauschalen richten. Üblicherweise werden die Auslieferungsgebühren jährlich überprüft und ggf. den tatsächlichen Gegebenheiten angepasst.
Der Vorteil einer Fremdauslieferung besteht für den Verlag darin, dass der Personalbedarf keinen saisonalen Schwankungen unterworfen ist, Aktualisierungen der Vertriebsstrukturen nicht notwendig sind und auch der Raumbedarf konstant bleibt. Aufgrund der Spezialisierung erreichen externe Verlagsauslieferungen kurze Lieferzeiten auch bei starker Nachfrage.
Verlagsauslieferungen erzielen beim Einkauf von Verpackungsmaterial sowie bei Frachtdienstleistungen so hohe Rabatte, dass im Vergleich zur Eigenauslieferung der zusätzliche Gewinn, den die Verlagsauslieferung erzielen möchte, aufgewogen wird. Auch können Verlagsauslieferungen durch Skaleneffekte z. B. Inkasso deutlich kostengünstiger durchführen als Einzelverlage.
Aufgrund von Synergieeffekten in der Lagerung und im Transport bieten auch Barsortimente teils Dienstleistungen als Verlagsauslieferung an, wobei die beiden Geschäftsbereiche streng getrennt werden: Aktuell betreibt KNV mittels des Schwesterunternehmens KNO Verlagsauslieferung eine juristisch eigenständige Verlagsauslieferung, die Verlagsauslieferung von Umbreit ging im Sommer 2015 in einem Joint Venture mit Brockhaus Commission (Kornwestheim) auf, während sich libri bereits 2002 gänzlich aus diesem Tätigkeitsfeld verabschiedet hat.
Verlagsauslieferungen arbeiten stets im Auftrag der betreffenden Verlage. Die häufigste vertragliche Regelung ist die eines Kommissionärs, bei der die Auslieferer auf eigene Rechnung tätig werden. Das zweite Modell ist eine reine Versanddienstleistung im Auftrag, im Namen und für Rechnung des Verlages. Hier geht ein wesentlicher Teil der Synergieeffekte verloren, deshalb ist dieses Modell in der Praxis seltener anzutreffen.
Verlagsauslieferungen fassen häufig ähnliche Verlage zusammen. Ähnlichkeit kann dabei bedeuten: Verlagsgröße (z. B. Fokus auf Großverlage), Themen (z. B. Fokus auf Esoterik), Buchgattungen (z. B. Fokus auf Fachbücher). Häufig sind diese Kenngrößen kombiniert anzutreffen (fiktives Beispiel: kleine Fachbuchverlage im Bereich Lehrbücher für Medizin).

## Arten und Anbieter
Bramann et al. unterteilen in vier Gruppen:
- Der reine Dienstleister stellt Lagerkapazität und Know-how allen Verlagen zur Verfügung (z. B. KNO Verlagsauslieferung für Gräfe & Unzer, dtv, Thieme, Carlsen u. a.).
- Verlagsauslieferungen, die ihre Dienstleistung einer Vielzahl von kleineren Verlagen mit ähnlichem Profil anbieten; zu ihnen zählen die Sozialistische Verlagsauslieferung (sova) für die Verlage Transit, Edition Tiamat, Frauenoffensive, Stroemfeld, u. a. und auch die GVA – Gemeinsame Verlagsauslieferung.
- Ursprünglich regionale Zusammenschlüsse wie der Verlegerdienst München (VM), der von vier Münchner Verlagen gegründet wurde, inzwischen aber von der VVA (Vereinigte Verlagsauslieferung) übernommen wurde, die als Teil der arvato services zu Bertelsmann gehört und keine regionale Begrenzung mehr hat.
- Die Kombination der Selbstauslieferung eines Verlages mit Fremdauslieferung (z. B. das Stuttgarter Verlagskontor (SVK) des Ernst Klett Verlages, das neben den Titeln des Klett Verlages auch viele weitere Verlage ausliefert; auch PG Verlagsauslieferung und Thüringer Verlagsauslieferung Langenscheidt).

Im Verlag selbst heißt eine Abteilung, die Bestellungen bearbeitet, „Auslieferung“.